# Ryuji Horii
Ryuji Horii –en japonés, 堀井利有司, Horii Ryuji– (25 de noviembre de 1974) es un deportista japonés que compitió en natación. Ganó una medalla de bronce en el Campeonato Pan-Pacífico de Natación de 1995, en la prueba de 200 m espalda.

## Palmarés internacional
| Campeonato Pan-Pacífico | Campeonato Pan-Pacífico  | Campeonato Pan-Pacífico | Campeonato Pan-Pacífico |
| Año                     | Lugar                    | Medalla                 | Prueba                  |
| ----------------------- | ------------------------ | ----------------------- | ----------------------- |
| 1995                    | Atlanta (Estados Unidos) | Medalla de bronce       | 200 m espalda           |